# Shekel israelense

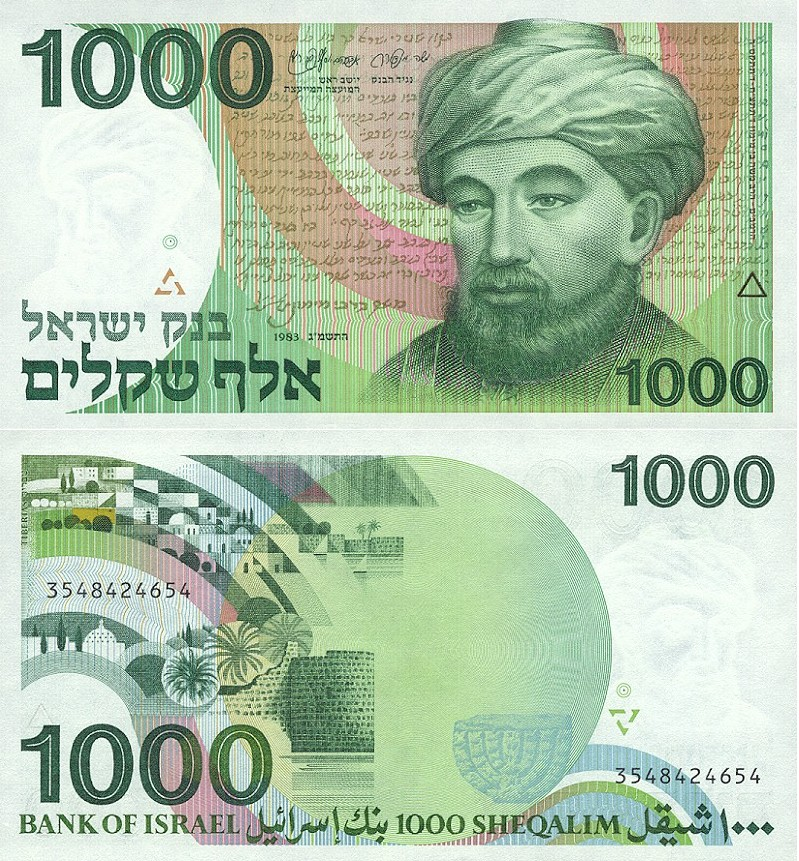
Nota emitida em 1983.

O shekel israelense (em hebraico:  שקל, formally Sheqel, pl. שקלים, Sheqalim; em árabe: شيقل, šīqal) foi a moeda do Estado de Israel entre 24 de fevereiro de 1980 e 31 de dezembro 1985. Foi substituído pelo novo shekel israelense em uma proporção de 1000:1 em 1 de janeiro de 1986. O antigo shekel israelense teve uma curta duração devido à sua hiperinflação. A moeda era subdividido em 100 novo agorot (אגורות חדשות).
O shekel israelense substituiu a lira israelense que foi usada até 24 de fevereiro de 1980.